# Stulno
Stulno – wieś w Polsce, położona w województwie lubelskim, w powiecie włodawskim, w gminie Wola Uhruska.
| SIMC    | Nazwa        | Rodzaj    |
| ------- | ------------ | --------- |
| 0110591 | Stare Stulno | część wsi |

Wieś prawa wołoskiego, położona była na początku XVI wieku w ziemi chełmskiej województwa ruskiego. W latach 1975–1998 wieś administracyjnie należała do województwa chełmskiego.
Na zachodnim skraju wsi znajduje się przystanek na nieczynnej dla ruchu pasażerskiego linii kolejowej Chełm – Włodawa.
Wieś jest sołectwem w gminie Wola Uhruska. Według Narodowego Spisu Powszechnego z roku 2011 wieś liczyła 232 mieszkańców.
Ze Stulna pochodził radziecki dysydent i ukraiński działacz polityczny Iwan Kandyba.
Wierni Kościoła rzymskokatolickiego należą do parafii Ducha Świętego w Woli Uhruskiej.